# Britney: Piece of Me
Britney: Piece of Me là chương trình biểu diễn cư trú đầu tiên của ca sĩ người Mỹ Britney Spears, tại khán phòng The AXIS thuộc khu nghỉ dưỡng và sòng bài Planet Hollywood Resort & Casino ở Las Vegas, Nevada. Chương trình bắt đầu từ ngày 27 tháng 12 năm 2013.
Nó được chính thức xác nhận bởi Spears vào ngày 17 tháng 9 năm 2013, trong một cuộc phỏng vấn trên Good Morning America. Cô sẽ nhận được mức thù lao 15 triệu đô cho 50 show diễn mỗi năm, với bản hợp đồng biểu diễn với The AXIS và Planet Hollywood trong 2 năm. Nữ ca sĩ đã tiếp nối các ca sĩ kỳ cựu như Cher và Celine Dion cũng như giúp thu hút những cái tên khác như Mariah Carey và Jennifer Lopez đến biểu diễn tại Vegas. Trong năm 2015, Spears gia hạn hợp đồng của cô với Planet Hollywood đến năm 2017.
Britney: Piece of Me đã nhận được những phản ứng tích cực từ giới phê bình, trong đó họ đánh giá cao cách dàn dựng và khả năng thu hút khán giả của Spears, dù vẫn có nhiều ý kiến về việc cô hát nhép trong chương trình.

## Tóm tắt chương trình

### 2013-16:Chương trình gốc
Chương trình bắt đầu với một video của Spears lúc trẻ đang nhảy nhót trong nhà của cô ở Louisiana và mong ước được trở thành ca sĩ vào một ngày không xa. Tiếp đó, xuất hiện những hình ảnh nổi bật trong sự nghiệp của cô. Khi khẩu hiệu "Britney: Piece Of Me" được hiện lên, tấm rèm sân khấu sẽ mở ra và chương trình bắt đầu với "Work Bitch" mà Spears xuất hiện từ một quả cầu lớn từ trên cao của sân khấu. Chương trình được tiếp tục với "Womanizer". Khi kết thúc màn trình diễn, Spears có màn trò chuyện đầu tiên với khán giả và hoan nghênh mọi người đến xem show của cô. Sau đó, cô cùng khán giả đếm từ một đến ba, trước khi trình diễn "3". Đây cũng là bài hát cuối cùng của chương đầu tiên.
Bấy giờ một video giới thiệu mang chủ đề thiên thần được trình chiếu, trong đó Spears ăn mặc như một thiên thần và đọc một bài thơ: "Có người từng nói với tôi: Lý do để yêu ư? Nó là nơi an toàn, là chốn thực sự an toàn. Hãy yêu bằng tất cả những gì các bạn có thể, và khi bạn sẵn sàng, tất cả sẽ dành cho bạn". Sau đó video được tắt và Spears xuất hiện với hình tượng một thiên thần với đôi cánh trắng lớn. Cô trình diễn "Everytime". Trong tiết mục, những cánh hoa được thả xuống sân khấu trông như tuyết rơi. Sau đoạn thứ ba của bài hát, đèn sân khấu được tắt đi và một tiếng guitar riff được chơi lên. Tất cả các vũ công tràn ra trong trang phục màu đen cùng với Spears trong bộ leotard, sau khi đã được nhấc xuống sân khấu. Họ thực hiện liên khúc "...Baby One More Time" và "Oops!... I Did It Again" với một màn dancebreak bên cạnh việc sử dụng một sợi dây màu đỏ.
Sau đó một video khác xuất hiện trên màn hình show diễn với tất cả các video clip của Britney Spears trong suốt những năm qua được tổng hợp lại. Chương tiếp theo bắt đầu với "Me Against the Music", với sự bố trí những hàng rào gỗ như trong video chính trên sân khấu. Liên khúc "Blackout" được tiếp nối với "Gimme More" và "Break the Ice". Trong màn này, vũ đạo của Spears mang những ảnh hưởng từ phong cách của Michael Jackson và Janet Jackson. "Piece of Me", bài hát chủ đề, được trình diễn ngay sau đó.
Một video xen kẽ của "Scream & Shout" có sự xuất hiện của will.i.am được phát, với các vũ công và Spears trong trang phục mang họa tiết neon. Cô thể hiện "Boys" trước khi hát một đoạn của "Perfume".
"Get Naked (I Got a Plan)" (Xen kẽ) mở đầu cho giai đoạn thứ 5. Nó bắt đầu với cảnh Spears nhảy múa trên một cái cột cho "I'm a Slave 4 U", xung quanh có các vũ công nữ đang nhảy trên một đài phun nước. Trong các chương trình đầu Spears không nhảy múa trên cột, thay vào đó cô ngồi lên một ngai vàng với các vũ công nữ vây quanh. Đối với tiết mục "Freakshow" sau đó, Spears và các nữ vũ công của cô tìm kiếm một tình nguyện viên nam dưới hàng ghế khán giả. Nữ ca sĩ đã dùng một cây roi và một sợi dây xích để diễn vài điệu múa với nam khán giả này. Sau đó cô ký tên lên áo thun để dành tặng cho fan hâm mộ. "Do Somethin'" là bài hát tiếp theo, nơi Spears và các vũ công nam kết hợp vũ đạo với những chiếc ghế.
Đoạn xen kẽ tiếp theo mang chủ đề âm nhạc và sân khấu rạp xiếc do các vũ công thể hiện. Spears bước vào một vòng lửa lớn và biểu diễn "Circus". "I Wanna Go" được tiếp tục với những chiếc gương lớn đặt trên sân khấu. Đây là một phần ảo thuật của chương trình (Spears đã từng làm điều tương tự vào năm 2001, trong Dream Within a Dream Tour). Một phiên bản remix chậm lại của "Lucky" tiếp nối chương trình, mà Spears ngồi hát trên một đạo cụ của xiếc.
Sân khấu tiếp theo bao gồm những yếu tố rừng rậm theo chủ đề thiên nhiên. Một cái cây lớn xuất hiện trên sân khấu và Spears đứng trên đó, kết hợp cùng hiệu ứng mưa rơi. Cô thực hiện một phiên bản chậm của "Toxic" trước khi nhảy từ cây xuống và phiên bản gốc của bài hát bắt đầu. Tiếp theo là "Stronger", với một màn pháo hoa được bắn lên lúc kết thúc bài hát để giới thiệu tiết mục tiếp theo: "Crazy". Trong "Crazy", Spears yêu cầu ban nhạc và vũ công dừng lại rồi yêu cầu khán giả có muốn thêm một bài hát nữa. "Till the World Ends" là tiết mục cuối cùng của chương trình.
Sau khi khép lại buổi diễn, Spears cảm ơn khán giả rồi tiến đến quả cầu đã xuất hiện từ "Work Bitch". Cô được nhấc lên về phía sau. Khi tấm rèm được đóng, các vũ công của Spears cũng rời khỏi sân khấu và chương trình kết thúc với một màn pháo hoa lớn.

### 2016: Chương trình nâng cấp
Vào ngày 13 tháng 2 năm 2016, Spears đã ra mắt nhiều thay đổi mới cho "Britney: Piece of Me", bao gồm một loạt các trang phục, đạo cụ, danh sách bài hát và vũ đạo được thay đổi. Spears tiết lộ rằng sẽ có thêm nhiều sự thay đổi sẽ được tích hợp vào chương trình trong suốt cả năm, cùng với việc phát hành album phòng thu thứ chín sắp phát hành của cô. Những nội dung mới cho chương trình bao gồm một lối vào mới cho "Work Bitch", cũng như biểu diễn các bài hát như "I Love Rock 'n' Roll", "Breathe on Me", "Touch of My Hand", và "If U Seek Amy". Thêm vào đó, một loạt các cập nhật cho các màn trình diễn trong danh sách hiện tại cũng đã được thực hiện, trong đó có một đoạn nhảy mới trong "Womanizer" và trình diễn lại bản gốc của "Break the Ice". Spears cũng bao gồm một đoạn nhảy mới trong chương trình, nơi cô và các vũ công của cô nhảy trên nền nhạc những bài hát của Missy Elliott mà cô yêu thích.
Từ lượt diễn bắt đầu vào ngày 17 tháng 8 năm 2016, "Pretty Girls" bị loại khỏi danh sách, và được thay thế bằng "Make Me..." and "Do You Wanna Come Over?".

## Danh sách trình diễn
1. "Work Bitch"
2. "Womanizer"
3. "3"
4. "Everytime"
5. "...Baby One More Time"
6. "Oops!... I Did It Again"
7. "Me Against the Music"
8. "Gimme More"
9. "Break the Ice"
10. "Piece of Me"
11. "Scream & Shout" (xen kẽ)
12. "Boys"
13. "Pretty Girls (bắt đầu từ 5/8/2015)"
14. "Perfume"
15. "Get Naked (I Got a Plan)" (xen kẽ)
16. "I'm a Slave 4 U"
17. "Freakshow"
18. "Do Somethin'"
19. "Circus"
20. "I Wanna Go (bị loại khỏi danh sách từ 5/8/2015)"
21. "Lucky"
22. "Toxic"
23. "Stronger"
24. "(You Drive Me) Crazy"
25. "Till the World Ends"

1. "Work Bitch"
2. "Womanizer"
3. "Break the Ice"
4. "Piece of Me"
5. "Radar (bài hát)" (xen kẽ)
6. "Me Against the Music"
7. "I Love Rock 'n' Roll"
8. "Gimme More"
9. "Everytime"
10. "...Baby One More Time"
11. "Oops!... I Did It Again"
12. "Scream & Shout" (xen kẽ)
13. "Boys"
14. "Do you wanna come over?"
15. "Work It" / "Get Ur Freak On" / "WTF (Where They From)" (nhảy xen kẽ)
16. "Get Naked (I Got a Plan)" (xen kẽ)
17. "I'm a Slave 4 U"
18. "Make me..."
19. "Freakshow"
20. "Do Somethin'"
21. "Circus"
22. "If U Seek Amy"
23. "Breathe on Me"
24. "Slumber Party"
25. "Touch of My Hand"
26. "Toxic"
27. "Stronger"
28. "(You Drive Me) Crazy"
29. "Till the World Ends"

Chú thích
- "Alien" được trình diễn trong một vài chương trình xuyên suốt năm 2014 để thay thế "Do Somethin'" hoặc "Perfume".[8]
- "Pretty Girls" được trình diễn lần đầu vào ngày 5 tháng 8 năm 2015 và thay thế cho "I Wanna Go".[9]
- "Do You Wanna Come Over" và "Make Me..." được trình diễn lần đầu vào ngày 17 tháng 8 năm 2016, thay cho "Pretty Girls".

## Show diễn

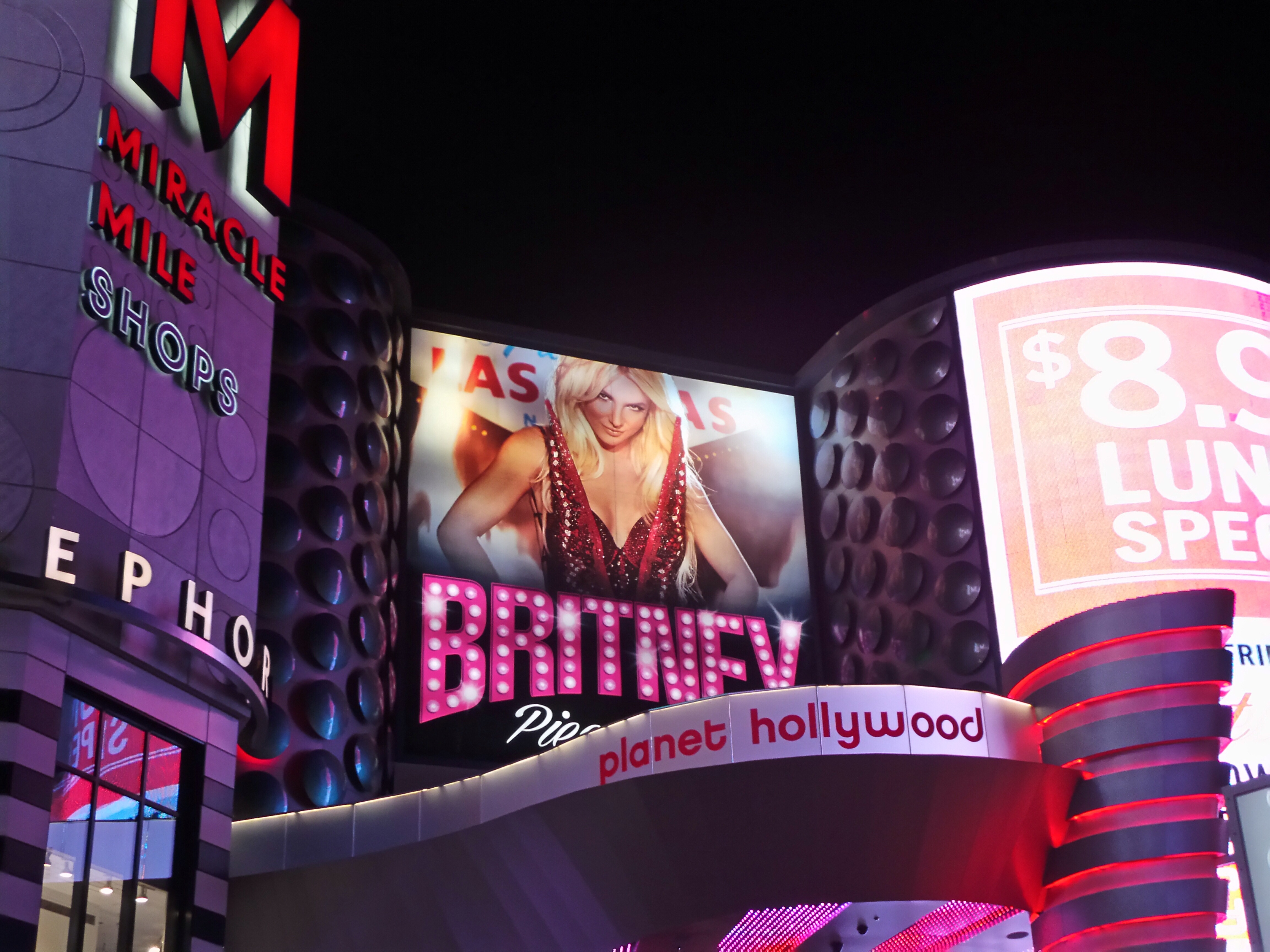
The AXIS, địa điểm tổ chức chương trình, tọa lạc tại Planet Hollywood Resort & Casino (trong hình).

| Ngày                 | Tham dự                   | Doanh thu   |
| Lượt 1               | Lượt 1                    | Lượt 1      |
| -------------------- | ------------------------- | ----------- |
| 27 tháng 12 năm 2013 | 17,803 / 17,803           | $2,470,021  |
| 28 tháng 12 năm 2013 | 17,803 / 17,803           | $2,470,021  |
| 30 tháng 12 năm 2013 | 17,803 / 17,803           | $2,470,021  |
| 31 tháng 12 năm 2013 | 17,803 / 17,803           | $2,470,021  |
| Lượt 2               |                           |             |
| 29 tháng 1 năm 2014  | 53,798 / 53,798           | $8,011,280  |
| 31 tháng 1 năm 2014  | 53,798 / 53,798           | $8,011,280  |
| 1 tháng 2 năm 2014   | 53,798 / 53,798           | $8,011,280  |
| 4 tháng 2 năm 2014   | 53,798 / 53,798           | $8,011,280  |
| 7 tháng 2 năm 2014   | 53,798 / 53,798           | $8,011,280  |
| 8 tháng 2 năm 2014   | 53,798 / 53,798           | $8,011,280  |
| 12 tháng 2 năm 2014  | 53,798 / 53,798           | $8,011,280  |
| 14 tháng 2 năm 2014  | 53,798 / 53,798           | $8,011,280  |
| 15 tháng 2 năm 2014  | 53,798 / 53,798           | $8,011,280  |
| 18 tháng 2 năm 2014  | 53,798 / 53,798           | $8,011,280  |
| 19 tháng 2 năm 2014  | 53,798 / 53,798           | $8,011,280  |
| 22 tháng 2 năm 2014  | 53,798 / 53,798           | $8,011,280  |
| Lượt 3               |                           |             |
| 25 tháng 4 năm 2014  | 48,901 / 49,290           | $7,950,813  |
| 26 tháng 4 năm 2014  | 48,901 / 49,290           | $7,950,813  |
| 30 tháng 4 năm 2014  | 48,901 / 49,290           | $7,950,813  |
| 2 tháng 5 năm 2014   | 48,901 / 49,290           | $7,950,813  |
| 3 tháng 5 năm 2014   | 48,901 / 49,290           | $7,950,813  |
| 7 tháng 5 năm 2014   | 48,901 / 49,290           | $7,950,813  |
| 9 tháng 5 năm 2014   | 48,901 / 49,290           | $7,950,813  |
| 10 tháng 5 năm 2014  | 48,901 / 49,290           | $7,950,813  |
| 14 tháng 5 năm 2014  | 48,901 / 49,290           | $7,950,813  |
| 16 tháng 5 năm 2014  | 48,901 / 49,290           | $7,950,813  |
| 17 tháng 5 năm 2014  | 48,901 / 49,290           | $7,950,813  |
| Lượt 4               |                           |             |
| 15 tháng 8 năm 2014  | 59,262 / 63,753           | $8,757,082  |
| 16 tháng 8 năm 2014  | 59,262 / 63,753           | $8,757,082  |
| 19 tháng 8 năm 2014  | 59,262 / 63,753           | $8,757,082  |
| 20 tháng 8 năm 2014  | 59,262 / 63,753           | $8,757,082  |
| 23 tháng 8 năm 2014  | 59,262 / 63,753           | $8,757,082  |
| 24 tháng 8 năm 2014  | 59,262 / 63,753           | $8,757,082  |
| 27 tháng 8 năm 2014  | 59,262 / 63,753           | $8,757,082  |
| 28 tháng 8 năm 2014  | 59,262 / 63,753           | $8,757,082  |
| 30 tháng 8 năm 2014  | 59,262 / 63,753           | $8,757,082  |
| 31 tháng 8 năm 2014  | 59,262 / 63,753           | $8,757,082  |
| 3 tháng 9 năm 2014   | 59,262 / 63,753           | $8,757,082  |
| 5 tháng 9 năm 2014   | 59,262 / 63,753           | $8,757,082  |
| 6 tháng 9 năm 2014   | 59,262 / 63,753           | $8,757,082  |
| 10 tháng 9 năm 2014  | 59,262 / 63,753           | $8,757,082  |
| Lượt 5               |                           |             |
| 3 tháng 10 năm 2014  | 65,617 / 77,443           | $8,327,249  |
| 4 tháng 10 năm 2014  | 65,617 / 77,443           | $8,327,249  |
| 8 tháng 10 năm 2014  | 65,617 / 77,443           | $8,327,249  |
| 10 tháng 10 năm 2014 | 65,617 / 77,443           | $8,327,249  |
| 11 tháng 10 năm 2014 | 65,617 / 77,443           | $8,327,249  |
| 15 tháng 10 năm 2014 | 65,617 / 77,443           | $8,327,249  |
| 17 tháng 10 năm 2014 | 65,617 / 77,443           | $8,327,249  |
| 18 tháng 10 năm 2014 | 65,617 / 77,443           | $8,327,249  |
| 22 tháng 10 năm 2014 | 65,617 / 77,443           | $8,327,249  |
| 24 tháng 10 năm 2014 | 65,617 / 77,443           | $8,327,249  |
| 25 tháng 10 năm 2014 | 65,617 / 77,443           | $8,327,249  |
| 29 tháng 10 năm 2014 | 65,617 / 77,443           | $8,327,249  |
| 31 tháng 10 năm 2014 | 65,617 / 77,443           | $8,327,249  |
| 1 tháng 11 năm 2014  | 65,617 / 77,443           | $8,327,249  |
| 5 tháng 11 năm 2014  | 65,617 / 77,443           | $8,327,249  |
| 7 tháng 11 năm 2014  | 65,617 / 77,443           | $8,327,249  |
| 8 tháng 11 năm 2014  | 65,617 / 77,443           | $8,327,249  |
| Lượt 6               |                           |             |
| 27 tháng 12 năm 2014 | 16,895 / 18,221           | $2,799,641  |
| 28 tháng 12 năm 2014 | 16,895 / 18,221           | $2,799,641  |
| 30 tháng 12 năm 2014 | 16,895 / 18,221           | $2,799,641  |
| 31 tháng 12 năm 2014 | 16,895 / 18,221           | $2,799,641  |
| Lượt 7               |                           |             |
| 28 tháng 1 năm 2015  | 58,001 / 80,189           | $8,134,492  |
| 30 tháng 1 năm 2015  | 58,001 / 80,189           | $8,134,492  |
| 31 tháng 1 năm 2015  | 58,001 / 80,189           | $8,134,492  |
| 4 tháng 2 năm 2015   | 58,001 / 80,189           | $8,134,492  |
| 6 tháng 2 năm 2015   | 58,001 / 80,189           | $8,134,492  |
| 7 tháng 2 năm 2015   | 58,001 / 80,189           | $8,134,492  |
| 11 tháng 2 năm 2015  | 58,001 / 80,189           | $8,134,492  |
| 13 tháng 2 năm 2015  | 58,001 / 80,189           | $8,134,492  |
| 14 tháng 2 năm 2015  | 58,001 / 80,189           | $8,134,492  |
| 17 tháng 2 năm 2015  | 58,001 / 80,189           | $8,134,492  |
| 18 tháng 2 năm 2015  | 58,001 / 80,189           | $8,134,492  |
| 20 tháng 2 năm 2015  | 58,001 / 80,189           | $8,134,492  |
| 21 tháng 2 năm 2015  | 58,001 / 80,189           | $8,134,492  |
| 25 tháng 2 năm 2015  | 58,001 / 80,189           | $8,134,492  |
| 27 tháng 2 năm 2015  | 58,001 / 80,189           | $8,134,492  |
| 28 tháng 2 năm 2015  | 58,001 / 80,189           | $8,134,492  |
| 4 tháng 3 năm 2015   | 58,001 / 80,189           | $8,134,492  |
| 6 tháng 3 năm 2015   | 58,001 / 80,189           | $8,134,492  |
| 7 tháng 3 năm 2015   | 58,001 / 80,189           | $8,134,492  |
| Lượt 8               |                           |             |
| 15 tháng 4 năm 2015  | 44,948 / 54,791           | $5,971,614  |
| 17 tháng 4 năm 2015  | 44,948 / 54,791           | $5,971,614  |
| 18 tháng 4 năm 2015  | 44,948 / 54,791           | $5,971,614  |
| 22 tháng 4 năm 2015  | 44,948 / 54,791           | $5,971,614  |
| 24 tháng 4 năm 2015  | 44,948 / 54,791           | $5,971,614  |
| 25 tháng 4 năm 2015  | 44,948 / 54,791           | $5,971,614  |
| 29 tháng 4 năm 2015  | 44,948 / 54,791           | $5,971,614  |
| 8 tháng 5 năm 2015   | 44,948 / 54,791           | $5,971,614  |
| 10 tháng 5 năm 2015  | 44,948 / 54,791           | $5,971,614  |
| 13 tháng 5 năm 2015  | 44,948 / 54,791           | $5,971,614  |
| 15 tháng 5 năm 2015  | 44,948 / 54,791           | $5,971,614  |
| 16 tháng 5 năm 2015  | 44,948 / 54,791           | $5,971,614  |
| 20 tháng 5 năm 2015  | 44,948 / 54,791           | $5,971,614  |
| Lựơt 9               |                           |             |
| 5 tháng 8 năm 2015   | 56,154 / 72,112           | $7,759,337  |
| 7 tháng 8 năm 2015   | 56,154 / 72,112           | $7,759,337  |
| 8 tháng 8 năm 2015   | 56,154 / 72,112           | $7,759,337  |
| 12 tháng 8 năm 2015  | 56,154 / 72,112           | $7,759,337  |
| 14 tháng 8 năm 2015  | 56,154 / 72,112           | $7,759,337  |
| 15 tháng 8 năm 2015  | 56,154 / 72,112           | $7,759,337  |
| 18 tháng 8 năm 2015  | 56,154 / 72,112           | $7,759,337  |
| 19 tháng 8 năm 2015  | 56,154 / 72,112           | $7,759,337  |
| 21 tháng 8 năm 2015  | 56,154 / 72,112           | $7,759,337  |
| 22 tháng 8 năm 2015  | 56,154 / 72,112           | $7,759,337  |
| 26 tháng 8 năm 2015  | 56,154 / 72,112           | $7,759,337  |
| 28 tháng 8 năm 2015  | 56,154 / 72,112           | $7,759,337  |
| 29 tháng 8 năm 2015  | 56,154 / 72,112           | $7,759,337  |
| 2 tháng 9 năm 2015   | 56,154 / 72,112           | $7,759,337  |
| 4 tháng 9 năm 2015   | 56,154 / 72,112           | $7,759,337  |
| 5 tháng 9 năm 2015   | 56,154 / 72,112           | $7,759,337  |
| 9 tháng 9 năm 2015   | 56,154 / 72,112           | $7,759,337  |
| Lựơt 10              |                           |             |
| 14 tháng 10 năm 2015 | 55,705 / 75,237           | $7,416,541  |
| 16 tháng 10 năm 2015 | 55,705 / 75,237           | $7,416,541  |
| 17 tháng 10 năm 2015 | 55,705 / 75,237           | $7,416,541  |
| 21 tháng 10 năm 2015 | 55,705 / 75,237           | $7,416,541  |
| 23 tháng 10 năm 2015 | 55,705 / 75,237           | $7,416,541  |
| 24 tháng 10 năm 2015 | 55,705 / 75,237           | $7,416,541  |
| 28 tháng 10 năm 2015 | 55,705 / 75,237           | $7,416,541  |
| 30 tháng 10 năm 2015 | 55,705 / 75,237           | $7,416,541  |
| 31 tháng 10 năm 2015 | 55,705 / 75,237           | $7,416,541  |
| 4 tháng 11 năm 2015  | 55,705 / 75,237           | $7,416,541  |
| 6 tháng 11 năm 2015  | 55,705 / 75,237           | $7,416,541  |
| 7 tháng 11 năm 2015  | 55,705 / 75,237           | $7,416,541  |
| 11 tháng 11 năm 2015 | 55,705 / 75,237           | $7,416,541  |
| 13 tháng 11 năm 2015 | 55,705 / 75,237           | $7,416,541  |
| 14 tháng 11 năm 2015 | 55,705 / 75,237           | $7,416,541  |
| 18 tháng 11 năm 2015 | 55,705 / 75,237           | $7,416,541  |
| 20 tháng 11 năm 2015 | 55,705 / 75,237           | $7,416,541  |
| 21 tháng 11 năm 2015 | 55,705 / 75,237           | $7,416,541  |
| Lựơt 11              |                           |             |
| 27 tháng 12 năm 2015 | 19,454 / 25,203           | $2,940,106  |
| 28 tháng 12 năm 2015 | 19,454 / 25,203           | $2,940,106  |
| 30 tháng 12 năm 2015 | 19,454 / 25,203           | $2,940,106  |
| 31 tháng 12 năm 2015 | 19,454 / 25,203           | $2,940,106  |
| 2 tháng 1 năm 2016   | 19,454 / 25,203           | $2,940,106  |
| 3 tháng 1 năm 2016   | 19,454 / 25,203           | $2,940,106  |
| Lựơt 12              |                           |             |
| 13 tháng 2 năm 2016  | 28,540 / 34,488           | $4,007,691  |
| 14 tháng 2 năm 2016  | 28,540 / 34,488           | $4,007,691  |
| 17 tháng 2 năm 2016  | 28,540 / 34,488           | $4,007,691  |
| 19 tháng 2 năm 2016  | 28,540 / 34,488           | $4,007,691  |
| 20 tháng 2 năm 2016  | 28,540 / 34,488           | $4,007,691  |
| 24 tháng 2 năm 2016  | 28,540 / 34,488           | $4,007,691  |
| 26 tháng 2 năm 2016  | 28,540 / 34,488           | $4,007,691  |
| 27 tháng 2 năm 2016  | 28,540 / 34,488           | $4,007,691  |
| Lựơt 13              |                           |             |
| 6 tháng 4 năm 2016   | 31,678 / 34,440           | $4,547,675  |
| 8 tháng 4 năm 2016   | 31,678 / 34,440           | $4,547,675  |
| 9 tháng 4 năm 2016   | 31,678 / 34,440           | $4,547,675  |
| 13 tháng 4 năm 2016  | 31,678 / 34,440           | $4,547,675  |
| 15 tháng 4 năm 2016  | 31,678 / 34,440           | $4,547,675  |
| 16 tháng 4 năm 2016  | 31,678 / 34,440           | $4,547,675  |
| 20 tháng 4 năm 2016  | 31,678 / 34,440           | $4,547,675  |
| 22 tháng 4 năm 2016  | 31,678 / 34,440           | $4,547,675  |
| Lựơt 14              |                           |             |
| 17 tháng 6 năm 2016  | 44,040 / 51,219           | $6,318,232  |
| 18 tháng 6 năm 2016  | 44,040 / 51,219           | $6,318,232  |
| 22 tháng 6 năm 2016  | 44,040 / 51,219           | $6,318,232  |
| 24 tháng 6 năm 2016  | 44,040 / 51,219           | $6,318,232  |
| 25 tháng 6 năm 2016  | 44,040 / 51,219           | $6,318,232  |
| 29 tháng 6 năm 2016  | 44,040 / 51,219           | $6,318,232  |
| 1 tháng 7 năm 2016   | 44,040 / 51,219           | $6,318,232  |
| 2 tháng 7 năm 2016   | 44,040 / 51,219           | $6,318,232  |
| 6 tháng 7 năm 2016   | 44,040 / 51,219           | $6,318,232  |
| 8 tháng 7 năm 2016   | 44,040 / 51,219           | $6,318,232  |
| 9 tháng 7 năm 2016   | 44,040 / 51,219           | $6,318,232  |
| 13 tháng 7 năm 2016  | 44,040 / 51,219           | $6,318,232  |
| Lựơt 15              |                           |             |
| 17 tháng 8 năm 2016  | —                         | —           |
| 19 tháng 8 năm 2016  | —                         | —           |
| 20 tháng 8 năm 2016  | —                         | —           |
| 24 tháng 8 năm 2016  | —                         | —           |
| 31 tháng 8 năm 2016  | —                         | —           |
| 2 tháng 9 năm 2016   | —                         | —           |
| 3 tháng 9 năm 2016   | —                         | —           |
| 7 tháng 9 năm 2016   | —                         | —           |
| 9 tháng 9 năm 2016   | —                         | —           |
| 10 tháng 9 năm 2016  | —                         | —           |
| Lượt 16              |                           |             |
| 19 tháng 10 năm 2016 | —                         | —           |
| 21 tháng 10 năm 2016 | —                         | —           |
| 22 tháng 10 năm 2016 | —                         | —           |
| 26 tháng 10 năm 2016 | —                         | —           |
| 28 tháng 10 năm 2016 | —                         | —           |
| 29 tháng 10 năm 2016 | —                         | —           |
| 2 tháng 11 năm 2016  | —                         | —           |
| 4 tháng 11 năm 2016  | —                         | —           |
| 5 tháng 11 năm 2016  | —                         | —           |
| 9 tháng 11 năm 2016  | —                         | —           |
| 11 tháng 11 năm 2016 | —                         | —           |
| 12 tháng 11 năm 2016 | —                         | —           |
| 16 tháng 11 năm 2016 | —                         | —           |
| 18 tháng 11 năm 2016 | —                         | —           |
| 19 tháng 11 năm 2016 | —                         | —           |
| Lượt 17              |                           |             |
| 11 tháng 1 năm 2017  | —                         | —           |
| 13 tháng 1 năm 2017  | —                         | —           |
| 14 tháng 1 năm 2017  | —                         | —           |
| 18 tháng 1 năm 2017  | —                         | —           |
| 20 tháng 1 năm 2017  | —                         | —           |
| 21 tháng 1 năm 2017  | —                         | —           |
| 25 tháng 1 năm 2017  | —                         | —           |
| 27 tháng 1 năm 2017  | —                         | —           |
| 28 tháng 1 năm 2017  | —                         | —           |
| 1 tháng 2 năm 2017   | —                         | —           |
| 3 tháng 2 năm 2017   | —                         | —           |
| 4 tháng 2 năm 2017   | —                         | —           |
| Tổng cộng            | 594,122 / 707,987 (83.9%) | $85,305,774 |

## Show bị hủy
| Ngày               | Lý do                |
| ------------------ | -------------------- |
| 1 tháng 5 năm 2015 | Bong gân mắt cá chân |
| 2 tháng 5 năm 2015 | Bong gân mắt cá chân |
| 7 tháng 5 năm 2015 | Bong gân mắt cá chân |